# باري مور (لاعب هوكي الجليد)
باري مور هو لاعب هوكي الجليد كندي، ولد في 22 مايو 1975 في لندن في كندا.

## وصلات خارجية
- باري مور على موقع دوري الهوكي الوطني (الإنجليزية)
- باري مور على موقع قاعة مشاهير الهوكي (لاعب أن.إتش.أل) (الإنجليزية)
- باري مور على موقع EliteProspects.com (الإنجليزية)
- باري مور على موقع HockeyDB.com (الإنجليزية)
- باري مور على موقع Hockey-Reference.com (الإنجليزية)